# 哈希姆·阿塔西
哈希姆·阿塔西（阿拉伯語：هاشم الأتاسي，英语：Hashim Bay Khalid al-Atassi，1875年—1960年），叙利亚民族主义政治家，3次任叙利亚总统。早期为奥斯曼帝国治下叙利亚政府官员。1919年当选国会议员。20年代领导反对法国占领和托管的民族主义运动，曾任立宪议会议长。议会坚持1920年的宣言，1930年6月被法国当局解散。1936年率代表团去巴黎，谈判承认叙利亚独立的《法叙条约》，回国后当选共和国总统。由于法国拒不批准这一条约，他在1939年辞职。经过一年的武装起义，他应邀于1949年组织临时政府，主持立宪议会选举。1950年12月立宪会议根据新宪法选举他为总统。翌年辞职。1954年政变后再度出山。1955年大选后退隐霍姆斯。